# 河内川 (熊本県)
河内川（かわちがわ）は、熊本県熊本市西区河内町を流れる河内川水系の二級河川であり、熊本県が管理している。

## 地理
熊本県熊本市西区河内町岳から河内町河内付近で岩戸川と合流し、そして河内町船津の有明海（島原湾）に注ぐ。

## 流域の自治体
熊本県
熊本市（西区）

## 流域
- 金峰山
- 峠の茶屋
- 鼓ヶ滝

落差7メートルの滝である。

## 並行する交通

### 道路
- 熊本県道1号熊本玉名線
- 熊本県道101号植木河内港線

### バス路線
- 九州産交バス

## 支流
- 古閑前川
- 須原川
  - 東須原川
- 古閑川
  - 船石川
- 岩戸川 - 熊本県熊本市西区松尾町平山付近を源流を発し、河内町河内付近で河内川と合流する。

## 周辺の施設
- 金峰山神社
- 川床公民館
- 金峰森の駅みちくさ館
- 熊本市西消防署河内出張所
- 平公民館
- 葛山公民館
- 清田小森公民館
- 熊本市立河内小学校
- 熊本市立河内中学校
- 西区役所河内総合出張所
- 厳島神社
- 河内港

## 橋梁
- 大将陣橋
- 岩ノ下橋
- 神橋
- 川床橋
- 面木橋
- 平山橋
- 岩戸吊橋
- 鮎帰橋 - 熊本県道101号植木河内港線
- 華立橋
- 葛山橋 - 熊本県道101号植木河内港線
- 小森橋
- 中川内橋
- 船津橋
- 河内橋 - 国道501号

## 近隣の河川
- 小責川